# Dani Güiza
Daniel González Güiza (født 17. august 1980 i Jerez de la Frontera, Cádiz) er en spansk fodboldspiller, som i øjeblikket spiller hos Atlético Sanluqueño. Han spillede i 2007 til 2010 for det spanske landshold, hvor han nåede at spille 21 kampe, og score 6 mål. Güiza blev europamester med Spanien i 2008.